# Haarwax

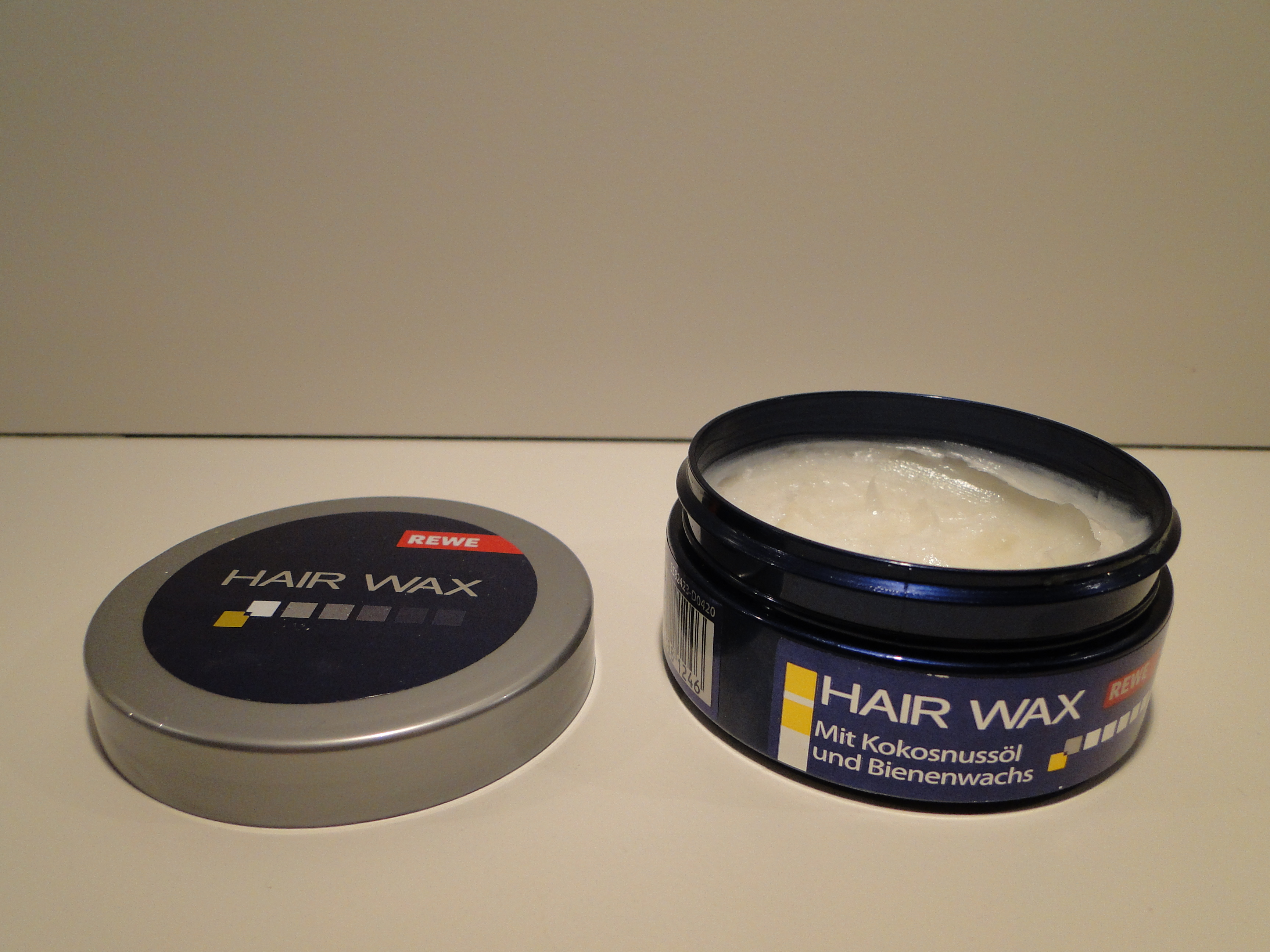
Potje met haarwax

Haarwax of haarwas is een hairstylingproduct voor het in vorm brengen en verstevigen (styling) van het kapsel. In tegenstelling tot haargel, waarvan de meeste water en/of alcohol bevatten, is haarwax een product waarin wassen zijn verwerkt. Hierdoor is het een soepel product en is de kans op uitdroging kleiner. Bij de juiste dosering heeft het nauwelijks invloed op de natuurlijke haarkleur en haarstructuur. Met name bij dun, uitvallend haar geeft haarwax meer volume aan het kapsel. Net als bij haargel is er ook haarwax die een nat uiterlijk aan het kapsel geeft. Het verschil met pommade is dat haarwax het haar niet laat glanzen. 